# Лети, журавлику
«Лети, журавлику» — радянський телефільм 1985 року, знятий режисерами Канимбеком-Кано Касимбековим і Талгатом Казибековим на кіностудії «Казахфільм».

## Сюжет
Старий єгер знайомить свого дев'ятирічного онука Туяка з навколишньою природою. Хлопчик збирає книги, присвячені життю тварин. А одного разу разом з дідусем вони виходили журавля, що відстав від зграї.

## У ролях
- М. Тайжанов — Туяк
- Є. Сатбаєв — Коркембай
- Нурмухан Жантурін — Оскенбай
- Куляй Мураталієва — Балкурт
- Жанна Куанишева — Асель
- Нурлибай Єсімгалієв — Бібатир
- Б. Амірбаєв — епізод
- Балтибай Сейтмамутов — лікар
- Дімаш Ахімов — батько Туяка
- Гульзія Бельбаєва — мати Туяка
- Нуржуман Іхтимбаєв — браконьєр
- Н. Тасирбаєв — епізод

## Знімальна група
- Режисери — Канимбек-Кано Касимбеков, Талгат Казибеков
- Сценарист — Тинимбай Нурмагамбетов
- Оператор — Аубакір Сулеєв
- Композитор — Нургіса Тлендієв
- Художник — Рафік Карімов